# ماقاکیا اورمانیان
ماقاکیا اورمانیان (ارمنی: Մաղաքիայ Օրմանեան؛ انگلیسی: Malachia Ormanian؛ زاده۱۱ فوریهٔ ۱۸۴۱ – درگذشته ۶ نوامبر ۱۹۱۸) کشیش، مورخ، لغت‌شناسی و روزنامه‌نگاری اعتقادی ارمنی‌تبار اهل امپراتوری عثمانی که از تاریخ ۶ نوامبر ۱۸۹۶ تا تاریخ ۱۹۰۸ سمت پاتریارک ارمنی کنستانتینوپل را برعهده داشت.

## زندگی‌نامه
وی در ۲۳ فوریهٔ [سبک قدیمی: ۱۱ فوریهٔ] ۱۸۴۱ در کنستانتینوپل به دنیا آمد . سرارپی تر-نرسسیان خواهرزاده وی بود. آرشاک تر-ملیکیان شاگرد وی بود.  وی در ۱۹ نوامبر [سبک قدیمی: ۶ نوامبر] ۱۹۱۸ در سن ۷۷ سالگی در کنستانتینوپل درگذشت و آرامستان ارامنه شیشلی به خاک سپرده شد.